# Ummet Ozcan
Ummet Ozcan (ur. 16 sierpnia 1982 w Putten) – holenderski DJ i producent muzyczny pochodzenia tureckiego.

## Single
- 2007: "Joypad"
- 2007: "The Light"
- 2007: "Re-Charge" (oraz El Toro)
- 2007: "Natural Waves"
- 2008: "Deep Basic"
- 2008: "Bits and Bytes" (oraz El Toro)
- 2009: "Maya"
- 2009: "Timewave Zero"
- 2009: "Shamballa"
- 2009: "Subzero" (oraz MEM)
- 2009: "Synergy" (versus W&W)
- 2010: "Insignia"
- 2010: "Arcadia"
- 2010: "Serendipity" (oraz Sied van Riel)
- 2010: "Trinity"
- 2010: "Next Phase"
- 2010: "Vimana"
- 2011: "Indigo"
- 2011: "Transcend"
- 2011: "Reboot"
- 2012: "Cocoon"
- 2012: "Miami Sundown"
- 2012: "The Box"
- 2013: "The Code" (oraz W&W)
- 2013: "Here & Now"
- 2013: "Airport" (oraz DJ Ghost)
- 2013: "The Cube"
- 2013: "Revolution" (oraz R3hab, NERVO)
- 2014: "Raise Your Hands"
- 2014: "Smash!"
- 2014: "Come With Me" (oraz Paul van Dyk)
- 2014: "SuperWave"
- 2014: "Overdrive (Part 2)" (oraz Calvin Harris)
- 2015: "Kensei"
- 2015: "The Hum" (versus Dimitri Vegas & Like Mike)
- 2015: "Lose Control"
- 2015: "Stars" (gościnnie: Katt Niall)
- 2015: "On the Run"
- 2016: "Wake Up the Sun"
- 2016: "SpaceCats"
- 2016: "Melody" (versus Steve Aoki, Dimitri Vegas & Like Mike)
- 2016: "What You're Waiting For" (oraz Tiësto)
- 2016: "Wickerman"
- 2016: "Don’t Stop"
- 2019: „Izmir” (oraz Arem Ozguc i Arman Aydin)
- 2020: „Seesaw”
- 2020: „Toast Hawaii” (oraz Le Shuuk)